# Pars dominica
La pars dominica o dominicum era una parte della curtis (derivante dall'antica villa romana). Questa porzione era quella che rimaneva di titolarità del padrone della curtis, il dominus, il quale a causa anche della mancanza di mano d'opera, per via del marcato calo demografico durante l'alto medioevo, era costretto a cedere in gestione parte del suo fondo. Questo era suddiviso in due componenti: la pars massaricia (massaricio) e la pars dominica (detta  anche "dominio" o "riserva" o, ancora, "terre dominiche" o "terre saliche" e, tra i Germani, sundrio).
Il dominicum restava sotto la titolarità esclusiva del padrone della curtis, che si formava proprio dall'unione della pars massaricia a quella dominica, comprendente anche il territorio circostante deputato al pascolo e alla raccolta del legname. È importante sottolineare come questo tipo di organizzazione agricola che costituì l'elemento portante nell'economia curtense, si sia sviluppata alla fine del secolo VIII in Europa, soprattutto in area franca, ma non si sia concretizzata nell'intero territorio del Regno dei Franchi, né tanto meno in altre regioni d'Europa.

## Descrizione
La pars dominica, posta sotto la coltivazione diretta del signore attraverso servi della gleba e massari (che prestavano le corvée, prestazioni gratuite, nella parte del signore, essendo tenuti a ripagare l'alloggio e il vitto attraverso il lavoro nella pars dominica e per tale motivo erano anche chiamati precalendarii), corrispondeva a circa un terzo dell'intera curtis e vi facevano parte le terre migliori, rispetto ai mansione, le terre date in gestione ai massari. Nella pars dominica avremmo trovato, solitamente, accanto ai laboratori artigianali utilizzati per la produzione e commercializzazione dei prodotti (quella curtense non era economia di sussistenza), gli strumenti utilizzati per il lavoro nel feudo: il forno, il frantoio, i fienili, la casa del signore, le stalle, la chiesa, il pozzo, oltre agli elementi di difesa come terrapieni, palizzate di legno o in muratura, rampe di accesso e ponti levatoi.